# Puceul
Puceul är en kommun i departementet Loire-Atlantique i regionen Pays de la Loire i nordvästra Frankrike. Kommunen ligger i kantonen Nozay som tillhör arrondissementet Châteaubriant. År 2022 hade Puceul 1 124 invånare.

## Befolkningsutveckling
Antalet invånare i kommunen Puceul
| Referens: INSEE |